# 張淮鼎
張淮鼎（？—891年），唐朝末年归义军节度使，张议潮的儿子。
咸通八年（867年），张议潮入朝，官授司徒，留下侄子張淮深处理归义军军务，張淮鼎随同前往。黄巢之乱后，張淮鼎回到敦煌，担任沙州刺史，得到归义军内部实力人物张文彻的支持。大顺元年（890年）二月廿二，張淮深死。一些学者认为，张淮鼎杀死了张淮深，自立归义军节度使。张议潮的女婿索勋拥立張淮鼎为归义军节度使留后。大顺二年（891年）年底之前，張淮鼎去世，索勋继承归义军节度使。索勋死后，張淮鼎的儿子张承奉继承归义军节度使。